# Kaffer

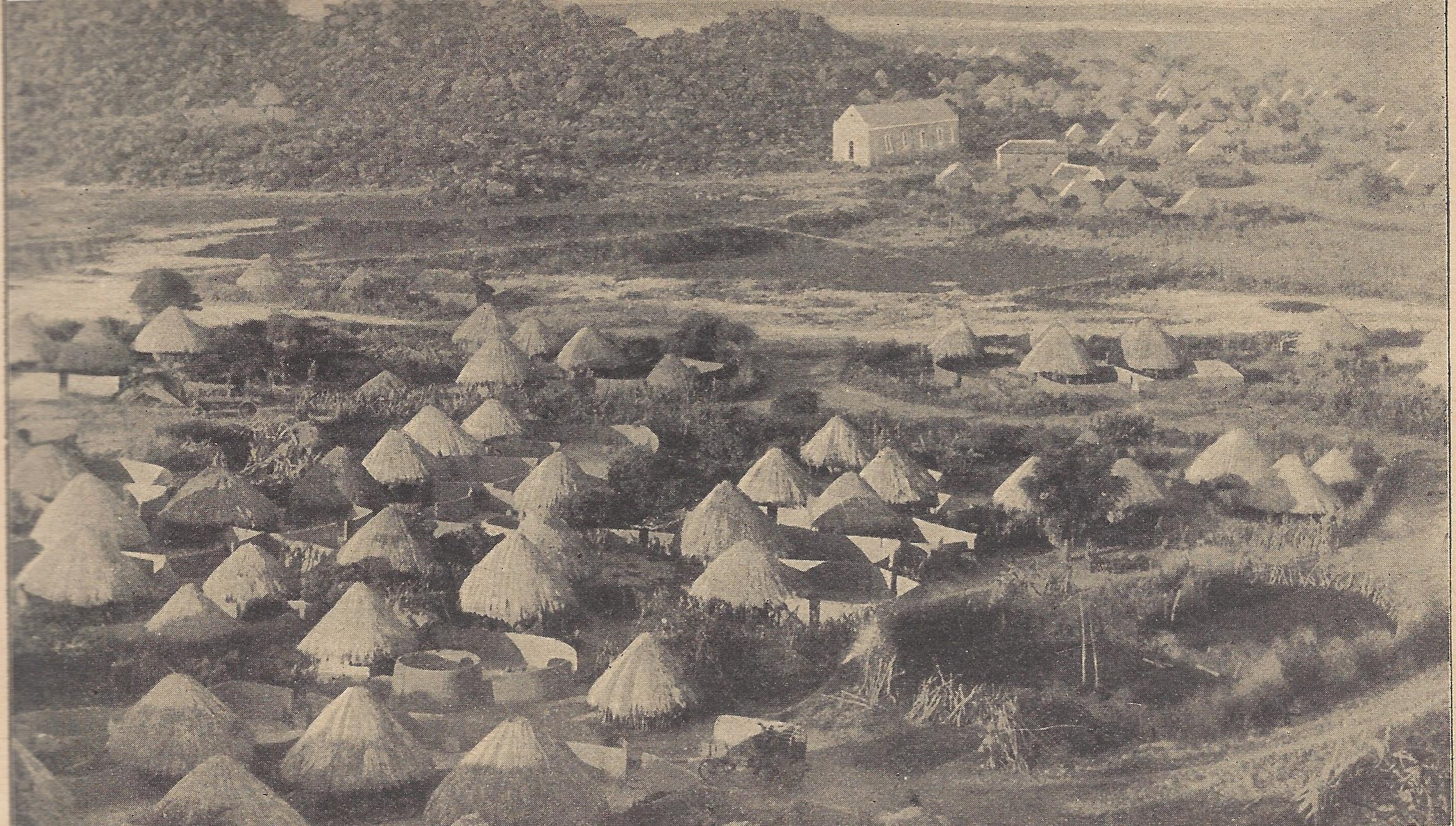
Anfang des 20. Jahrhunderts „Kaffern-Kraal“ genannte Siedlung in Südafrika (vor 1909)

Kaffer (Plural Kaffern) ist ein vom arabischen Kāfir („Ungläubiger“) abgeleiteter Name, den zuerst die Muslime zwei nichtmuslimischen Völkern beilegten, nämlich den Nuristani (Kafiren) in Zentralasien und den Xhosa im südlichen Afrika.
Davon unabhängig steht die Bezeichnung Kaffer für „dummer Kerl“. Sie wurde im Rotwelschen (seit 1714 bezeugt) als Schimpfwort gebraucht und stammt aus jiddisch Kaf(f)er, „Bauer, Dörfler“, dieses wiederum ursprünglich aus dem Hebräischen kāfri „dörflich“. Aus dem Rotwelschen wanderte das Wort in die Mundarten und gegen 1831 in die deutsche Standardsprache.

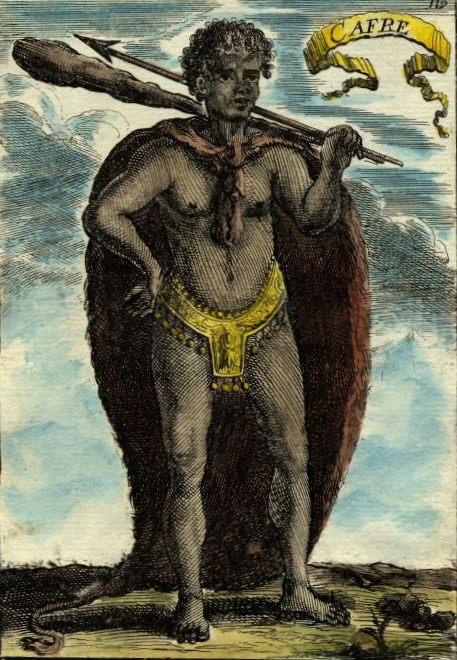
Als Cafre („Kaffer“) bezeichneter Afrikaner. Kolorierter Kupferstich in Alain Manesson-Mallet: Beschreibung des gantzen Welt-Kreisses…, 1683

Während der Name Kaffer für die Nuristani bald obsolet wurde, verwandten ihn auch die Christen für südafrikanische Völker, zunächst nur für die Xhosa, später auch für andere Bantu-Völker. Sie nannten sie cafre (portugiesisch und spanisch für „Barbar“). Bei den Sprechern wurden bald die Bedeutungen „dummer Kerl“ und „Barbar“ gleichgesetzt.
Weitere seltenere Bedeutungen von Kaffer nennt das Deutsche Wörterbuch.

## Weitere Begriffsverwendungen
Namensgebungen wie Kaffernbüffel, Kaffernhornrabe, Kaffernlimette, Kaffernkriege, Britisch-Kaffraria, Kaffrarian Museum oder Kaffir Express (Zeitschriftentitel einer Missionsschule im 19. Jahrhundert) lassen erkennen, dass der Ausdruck anfangs weniger wertend gebraucht wurde. Im 20. Jahrhundert, in der späten Kolonialphase und während der Apartheid wurde er dagegen als Schimpfwort verwendet und eine Assimilation an die indigene Bevölkerung als „Verkafferung“ bezeichnet.
Am 3. Juni 1976 stellte der Gerichtspräsident der Provinz Natal fest, dass die Verwendung dieses Begriffes beleidigend sei, und verurteilte einen Schwarzen zu einer Geldstrafe in Höhe von 150 Rand, weil dieser das Wort auf den damaligen Polizeiminister und einen Polizeibeamten bezogen hatte.
Der Gebrauch des Wortes ist heute in Südafrika als Hate Speech verboten.
In Sri Lanka hingegen hat der abgeleitete Begriff Kaffir keine diskriminierende Bedeutung. Dort bezeichnet er eine von afrikanischen Sklaven der Portugiesen abstammende Ethnie. Ihr populärer Tanzmusikstil Kaffirinna ist eine in den 1970er Jahren entstandene Variante des afrikanisch-portugiesischen Baila.